# Ганаланян, Арам Тигранович
Арам Тигра́нович Ганаланя́н (12 февраля 1909, Ахалцихе — 9 июня 1983, Ереван) — советский армянский литературовед, фольклорист; действительный член Академии наук Армянской ССР (1977), Заслуженный деятель науки Армянской ССР (1967).

## Биография
В 1931 г. окончил Ереванский государственный университет. В 1931—1933 гг. — учитель средней школы (Ереван), в 1932—1939 гг. — младший научный сотрудник Института истории культуры, Института истории и литературы Армянской ССР, в 1941—1943 гг. — старший научный сотрудник Института языка и литературы Армянского филиала АН СССР. Одновременно читал лекции в Ереванском университете (1937—1944) и в Армянском педагогическом институте им. X. Абовяна (1934—1951).
С 1943 г. и до конца жизни работал в Институте литературы им. М. Абегяна АН Армянской ССР: заведующим отделом фольклора, старшим научным сотрудником (с 1960 г.). В 1960—1983 гг. был заместителем редактора «Историко-филологического журнала» АН Армянской ССР.

## Научная деятельность
В 1970 г. защитил диссертацию на соискание учёной степени доктора филологических наук. В 1965 г. избран членом-корреспондентом, в 1977 г. — действительным членом Академии наук Армянской ССР.
Основные труды посвящены вопросам истории и теории фольклористики, взаимосвязи армянского фольклора и литературы, фольклорной текстологии, изучению отдельных жанров армянских преданий.

### Избранные труды
- Армянские народные сказки / Вступит. статья, сост. и примеч. А. Т. Ганаланяна. — Ереван, 1965.
- Ганаланян А. Т. Армянские предания. — Ереван: Изд-во АН АрмССР, 1979. — 355 с. — 4000 экз.
- Ганаланян А. Т. Армянские храбрецы. — Ереван, 1943. — 24 с. — (Боевые подвиги сынов Армении).
- Ганаланян А. Т. Отражение памятников зодчества и камнерезного искусства в армянском фольклоре : [Доклад]. II Междунар. симпоз. по арм. искусству. — Ереван: Изд-во АН АрмССР, 1978. — 10 с. — 500 экз.

## Награды
- Заслуженный деятель науки Армянской ССР (1967)
- Орден «Знак Почёта».